# 松嫩湖
52°24′27″N 9°52′27″E / 52.40750°N 9.87417°E

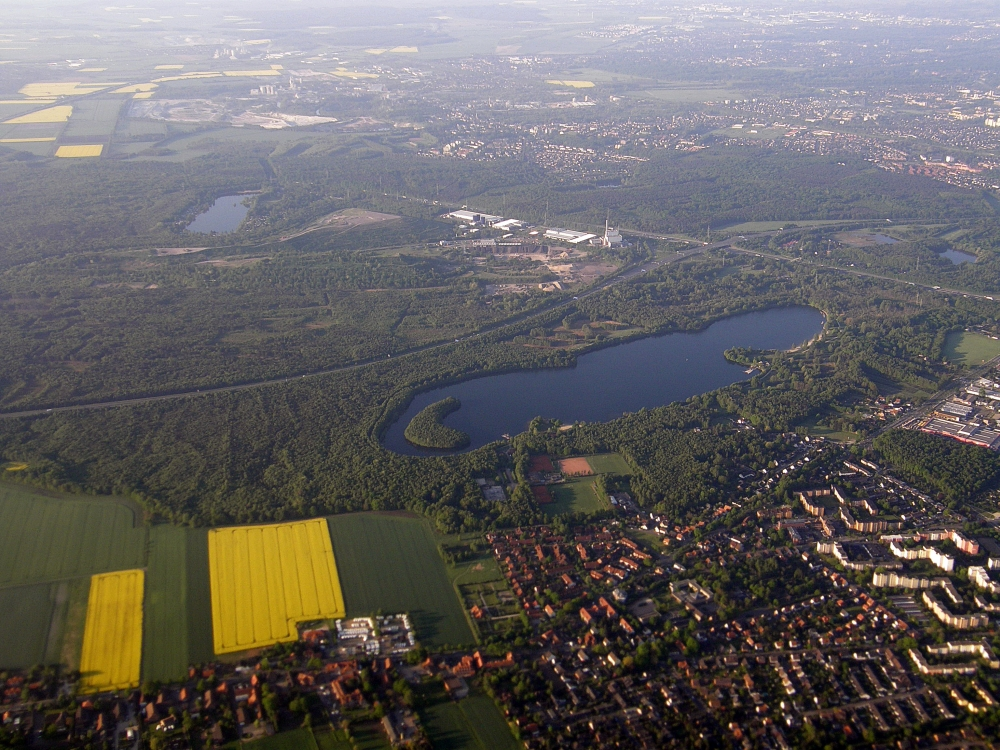

松嫩湖（德語：Sonnensee），是德國的湖泊，位於該國西北部，由下薩克森州負責管轄，處於漢諾威，長0.7公里、寬0.2公里，面積0.16平方公里，海拔高度58米，最大水深16米。